# 住友三井オートサービス
住友三井オートサービス株式会社（すみともみついオートサービス、英: Sumitomo Mitsui Auto Service Company, Limited、略称: SMAS（エスマス））は、自動車、車両、及びそれらの部品並びに用品の賃貸借、リース会社。
かねてから同じ住友グループにあった、商社系の住商オートリース株式会社と、銀行系の三井住友銀行オートリース株式会社が2007年に合併した。
その経緯から、三井住友銀行よりも住友色がさらに強く、社名にも反映されている。
住友グループ広報委員会の会員企業である。その一方で、三井グループ各社の役員間の相互親睦と情報交換を目的とする会合である月曜会の会員企業でもある。

## 沿革

### 住商オートリース株式会社
- 1981年2月 - 住友商事株式会社の出資により設立。
- 1985年1月 - 子会社のエス・エー・エル株式会社設立。
- 1998年8月 - 店頭市場（現・ジャスダック）に株式を公開。
- 1999年3月 - 子会社のスペイス・ムーブ株式会社設立。
- 2000年
  - 4月 - 出光興産の系列子会社アポロサービス株式会社から自動車リース事業を譲受。
  - 12月 - 東京証券取引市場・第二部に上場（証券コード：4703）。
- 2002年3月 - 東京証券取引市場・第一部に上場。
- 2003年
  - 2月 - 川商ラビエ株式会社の発行済み全株式を取得して子会社化、社名を川商オートリース株式会社に変更。
  - 3月 - Sumisho Auto Leasing International Co., Ltd.（略称SALI）設立。
  - 4月 - クボタリース株式会社の発行済み全株式を取得して子会社化。
- 2004年4月 - 川商オートリース株式会社を吸収合併。
- 2005年
  - 1月 - 株式会社マツダレンタカー株式の26%を取得。
  - 8月 - 住友商事の完全子会社となる。同年7月、東京証券取引所上場廃止。
- 2006年4月 - エス・エー・エル株式会社を吸収合併。
- 2007年9月 - カーズ・イット株式会社の株式95％を取得。同社はSMAサポート株式会社に社名変更。

### 三井住友銀行オートリース株式会社
- 1987年 - 三井リース事業株式会社の自動車リース部門が分離独立し、三井オートリース株式会社設立。
- 1995年1月 - 住銀リース株式会社の自動車リース部門が分離独立し、住銀オートリース株式会社設立。
- 2002年
  - 9月 - 住銀オートリースがマツダオートリース株式会社を子会社化。
  - 10月 - 住銀オートリースが三井オートリースと合併し、三井住友銀オートリース株式会社に商号変更。
- 2003年10月 - 三井住友銀リース株式会社の100%子会社となる。
- 2007年8月 - 株式会社三井住友フィナンシャルグループの100%子会社となる。

### 住友三井オートサービス株式会社
- 2007年10月 - 住商オートリースが三井住友銀行オートリースを合併し、住友三井オートサービス株式会社に商号変更。
- 2008年1月 - SALIがSumitomo Mitsui Auto Leasing & Service (Thailand) Co.,Ltd.(略称SMAT）に社名変更。
- 2009年3月 ‐ 株式会社エース・オートリースの株式を取得し、子会社化。
- 2011年11月2日 ‐ 日立キャピタル株式会社（現・三菱HCキャピタル）と、オートリース事業の資本業務提携契約締結。
- 2013年
  - 4月 - Summit Auto Lease Australia Pty Ltd.の株式を取得し、子会社化。
  - 11月 - SMAS オートリーシング・インディア社（SMAS Auto Leasing India Private Limited）を設立。
- 2014年9月 - SMASオートリーシング・インディア社が、カーズオンレント社（Carzonrent Private Limited）のオートリース事業を買収。
- 2016年9月 - 株式会社セディナオートリースの株式を取得し、子会社化。
- 2020年4月 - SMASフリートを吸収合併。
- 2021年
  - 3月 - 日立キャピタルが保有する当社の全株式を住友商事、三井住友フィナンシャルグループ、三井住友ファイナンス&リースが取得[2]。
  - 4月 - 保有する日立キャピタルオートリースの全株式を三菱HCキャピタルに売却し、資本提携関係並びに資本提携に基づく業務提携契約を終了。 同時に日立キャピタルオートリースと新たな業務提携契約を締結[3][4]。